# Chazey-Bons (antigua comuna)
Chazey-Bons era una comuna francesa situada en el departamento de Ain, de la región de Auvernia-Ródano-Alpes, que el 1 de enero de 2017 pasó a ser una comuna delegada de la comuna nueva de Chazey-Bons al unirse con la comuna de Pugieu.

## Demografía
| Gráfica de evolución demográfica de Chazey-Bons entre 1800 y 2013 |
|                                                                   |

Los datos demográficos contemplados en este gráfico de la comuna de Chazey-Bons se han cogido de 1800 a 1999 de la página francesa EHESS/Cassini, y los demás datos de la página del INSEE.